# Садовое (Житомирская область)
Садо́вое (укр. Садове) — село на Украине, находится в Коростышевском районе Житомирской области. До 1961 года село носило название Березовка.
Население по переписи 2001 года составляет 547 человек. Почтовый индекс — 12513. Телефонный код — 4130. Занимает площадь 28,75 км².
В селе родились украинский архитектор П. А. Римар и Герой Советского Союза И. А. Журило.

## Адрес местного совета
12513, Житомирская область, Коростышевский р-н, с. Садовое